# Chilicola cupheae
Chilicola cupheae är en biart som först beskrevs av Carlos Schrottky 1905.  Chilicola cupheae ingår i släktet Chilicola och familjen korttungebin. Inga underarter finns listade i Catalogue of Life.